# Proteína de transferência de colesterol esterificado
A proteína de transferência de colesterol esterificado, também conhecida como CETP (Cholesterylester transfer protein), é um proteína do plasma que facilita o transporte de ésteres de colesterol e triglicérides entre as lipoproteínas.